# Pachytodes longipes
Pachytodes longipes är en skalbaggsart som först beskrevs av Friedrich-August von Gebler 1832.  Pachytodes longipes ingår i släktet Pachytodes och familjen långhorningar. Inga underarter finns listade i Catalogue of Life.